# 中尾都山
中尾 都山（なかお とざん）は都山流尺八の名跡（初代～四代）、一般には初代中尾都山（本項で記述）を指す。

## 人物・経歴
1876年（明治9年）10月5日、大阪府茨田郡（現・枚方市）にて父中尾治郎平、母み津の次男として誕生。本名は中尾琳三。虚無僧として修業ののち、1896年（明治29年）2月15日に都山流を創始。尺八は江戸時代には虚無僧が独占し、演奏する曲も宗教的なものがほとんどであったが、1903年（明治36年）の「慷月調」を始めとして、従来の古典尺八曲にはない新しい「都山流本曲」を次々と作曲。また古典尺八曲がほとんど独奏曲だったのに対し、都山は合奏曲の本曲という新しい分野を開拓した。大正時代に入り新進箏曲家・宮城道雄らと共に巡回演奏を行うなど、その頃急速に広がりを見せていた新箏曲や新日本音楽の普及に貢献した。都山流は評議員制度の導入など当時としては画期的な運営もあり大組織の樹立に成功、琴古流と並ぶ勢力を一代で築いた。

これらの功績により、1953年（昭和28年）に日本芸術院賞を受賞。 

### 年表
- 1876年（明治9年） 誕生。
- 1896年（明治29年） 大阪市天満にて都山流尺八指南の看板を掲げる。
- 1903年（明治36年） 最初の都山流本曲「慷月調」を作曲。
- 1915年（大正4年） ロシア演奏旅行。
- 1916年（大正5年） 朝鮮、満州演奏旅行。
- 1922年（大正11年） 活動の拠点を東京に移す。
- 1925年（大正14年） 宮城道雄と同道し、西日本縦断演奏旅行。
- 1930年（昭和5年） 演奏活動を休止し、門人育成、作曲等に専念する。
- 1945年（昭和20年） 東京で戦災に遭い枚方へ転居。
- 1949年（昭和24年） 京都市北区紫野へ転居、以降は京都で過ごす。
- 1953年（昭和28年） 日本芸術院賞受賞。
- 1956年（昭和31年） 死去、享年80。

## 主な作品
流祖中尾都山の作曲による主な都山流本曲 (カッコ内は作曲年)
- 慷月調 (明治36年) 最初の本曲
- 青海波 (明治37年) 旅順港陥落時の愛国心から作曲、合奏部の結びに君が代が引用されている[4]
- 岩清水 (明治37年)
- 磯馴松 (明治38年)
- 寒月 (明治44年)
- 若葉 (大正2年)
- 八千代 (大正5年)
- 朝緑 (大正10年)
- 湖上の月 (大正11年) 本曲で初めて三拍子を取り入れた
- 木枯 (大正12年) 関東大震災後の東京市街の様子を眺め作曲
- 紅葉 (昭和5年) 5/8拍子を取り入れた2部合奏曲
- 朝風 (昭和13年)
- 峰の月 (昭和21年)
- 平和の山河 (昭和26年)　流祖最後の本曲

## 受賞歴
- 1953年 日本芸術院賞（第9回）
- 1971年 上方芸能人顕彰（昭和46年度）[5]

## 二代目以降

### 二代目中尾都山
初代都山の子、1944年1月9日生れ、本名・稀一。1956年に12歳で二代目を襲名。武蔵野音楽大学卒。
1974年10月12日に30歳で早世。

### 三代目中尾都山
（1905年4月22日 - 1990年1月6日）
二代目都山の実母、本名・中尾れん。二代目の急逝を受け、三代目を襲名し都山流を引き継いだ。
（一方で、二代目都山の長女中尾美都子（1969年3月7日生れ）が、流の幹部島原帆山らの後援により家元権を主張。最終的に新都山流初代宗家を名乗ることとなり、また島原帆山は日本尺八連盟を設立するなど、都山流は分裂した。）

### 四代目中尾都山
初代都山の孫（初代の長男治正の子）、1948年生れ、本名・正幸。1990年に四代目を襲名。